# 太陽與塵埃之中
《太陽與塵埃之中》是日本樂團恰克與飛鳥在1991年1月發行的單曲。

## 概要
原先《太陽與塵埃之中》是恰克與飛鳥的專輯《SEE YA》的曲目之一，因在1990年期間的巡迴演唱會上演唱此曲時受到歌迷熱烈迴響、而發行的單曲，收錄的B面歌曲亦為當時演唱會曾表演過的兩首曲目。
銷售成績上於發行時最高擠進當週第3名，並曾創下連續63週出現在Oricon榜上的記錄。
《太陽與塵埃之中》先後被速食麵廠日清食品「合味道」杯麵的「RED ZONE」口味系列、以及山葉發動機的款式機車「YAMAHA TT250R」選作為廣告歌曲。另外也曾是富士電視台節目「TIME3」的片尾曲。

## 收錄曲目
1.太陽與塵埃之中
※作詞．作曲：飛鳥涼 編曲：飛鳥涼、Jess Bailey
本曲是在想寫出一首青春讚歌式歌曲的欲望之下產生的作品。在尾奏中除了伴奏樂手之外，連在場的所有工作人員都全數參與和音。單曲版比專輯版的演奏時間長度略短。自1990年當時的演唱會起就是經常出現的曲目，在許多演唱會作品中均有收錄。在翻唱專輯『STAMP』中也有重新錄製的版本。
2.男與女
收錄當時巡迴演唱會「CONCERT TOUR '90 - '91 SEE YA!!」Live音源。為恰克與飛鳥於1981年發行的單曲《男與女》重新編曲的版本。
※作詞．作曲：飛鳥涼 編曲：十川知司
3.SOME DAY
同為收錄自巡迴演唱會「CONCERT TOUR '90 - '91 SEE YA!!」的Live音源。《SOME DAY》是恰克於1989年與村上啟介、另成立的樂團「MULTI MAX」的代表作品之一，此歌曲Live演唱版本另有收錄在恰克的精選專輯《PROLOGUE》中。
※作詞：澤地隆 作曲：恰克 編曲：村上啟介&BLACK EYES

## 收錄專輯
首張收錄專輯
- SEE YA（1990年）

精選專輯
- SUPER BEST II（1992年）
- CHAGE&ASKA VERY BEST ROLL OVER 20TH（1999年）
- ASIAN COMMUNICATIONS（2008年）

其它
- STAMP（2002年）※為重新編曲版本

## 外部連結
- （日語）CHAGE&ASKA官方網站：《太陽與塵埃之中》（页面存档备份，存于）